# Jan Arien Deodatus

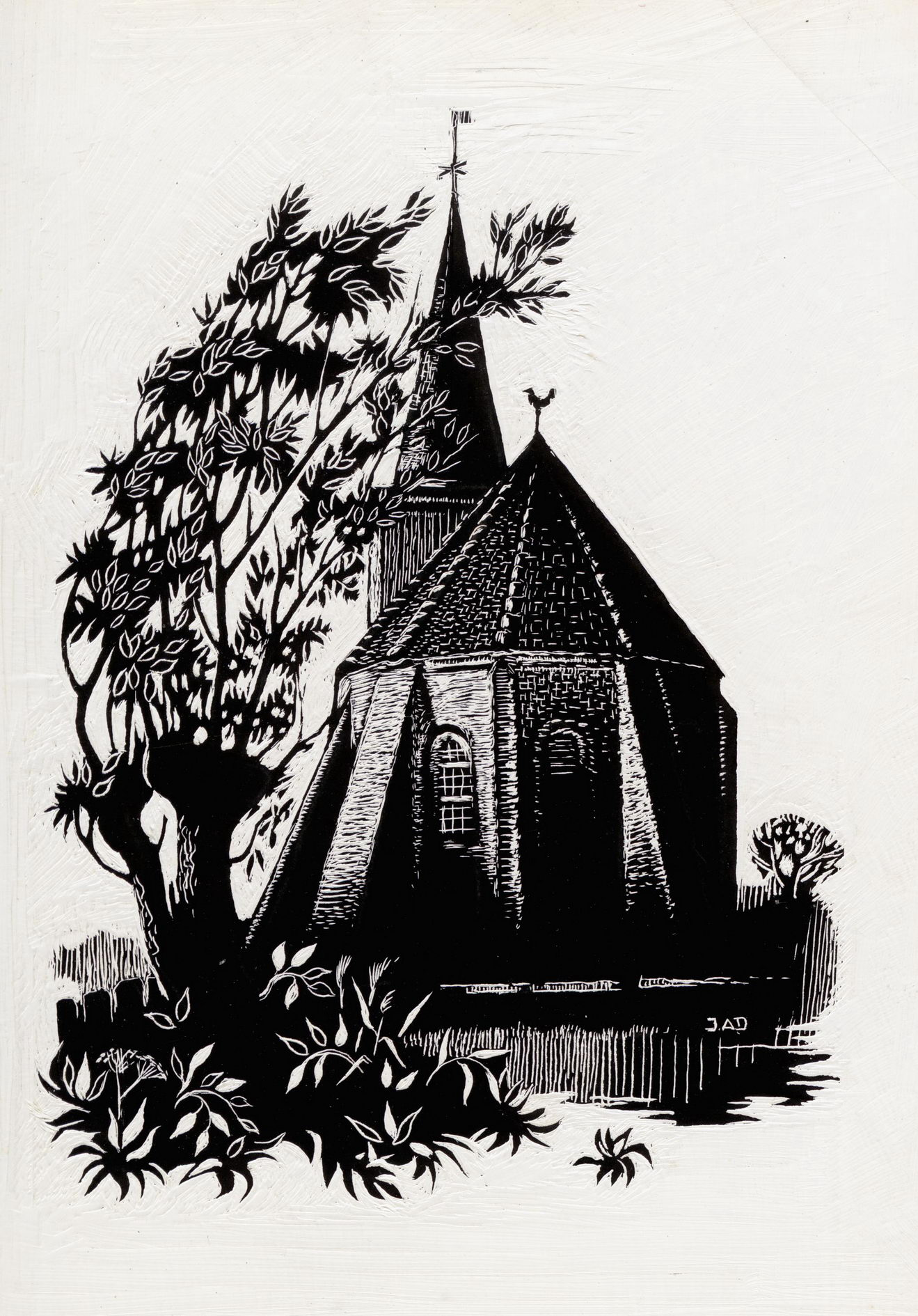
Scraperboard voorstelling van de kerk te Hoorn gemaakt door Jan Deodatus

Jan Arien Deodatus (Roden, 17 juni 1914 - Hoorn, 30 november 1986) was een Nederlands schilder, tekenaar, graficus en beeldhouwer. Behalve aquarellen en schilderijen, liet hij tekeningen en schetsen na, evenals grafisch werk in verschillende technieken: hout- en linosneden, litho's en etsen, en ruimtelijk werk in hout en brons. Verschillende technieken gebruikte hij voor publiciteitsvormgeving.

## Biografie
Deodatus is geboren in de buurtschap De Zulthe bij Roden in Drenthe, in de monumentale boerderij van zijn ouders, waar hij ook opgroeide. Hij was een zoon van Roelof Deodatus, een herenboer die daarnaast actief was in de plaatselijke politiek, en van Hiekelina Geertruida Doornbos uit Saaxumhuizen.
Jan Deodatus trouwde op 6 april 1946 in Groningen met Helena Janne Marie Veersema. Ze kregen vijf kinderen.

### Opleiding
Vanaf 1935 tot 1938 bezocht Jan Deodatus de Kunstacademie Minerva te Groningen, zijn leraren waren onder anderen A.W. Kort en Willem Valk. Hij kreeg les in tekenen en schilderen, maar ook brandschilderen, lithograferen, batik, etsen, houtsnijden en boetseren. In zijn later werk gebruikte hij regelmatig deze verschillende vaardigheden.
In de periode 1938-1941 behaalde hij zijn tekenakte aan het Instituut voor Kunstnijverheidsonderwijs in Amsterdam. Hij kreeg les van onder meer Jan van Tongeren. Vanwege de nijpende voedselvoorziening in Amsterdam, en om te ontkomen aan tewerkstelling in Duitsland, trok hij zich gedurende de oorlogsjaren steeds vaker terug op de boerderij van zijn ouders in de De Zulthe.

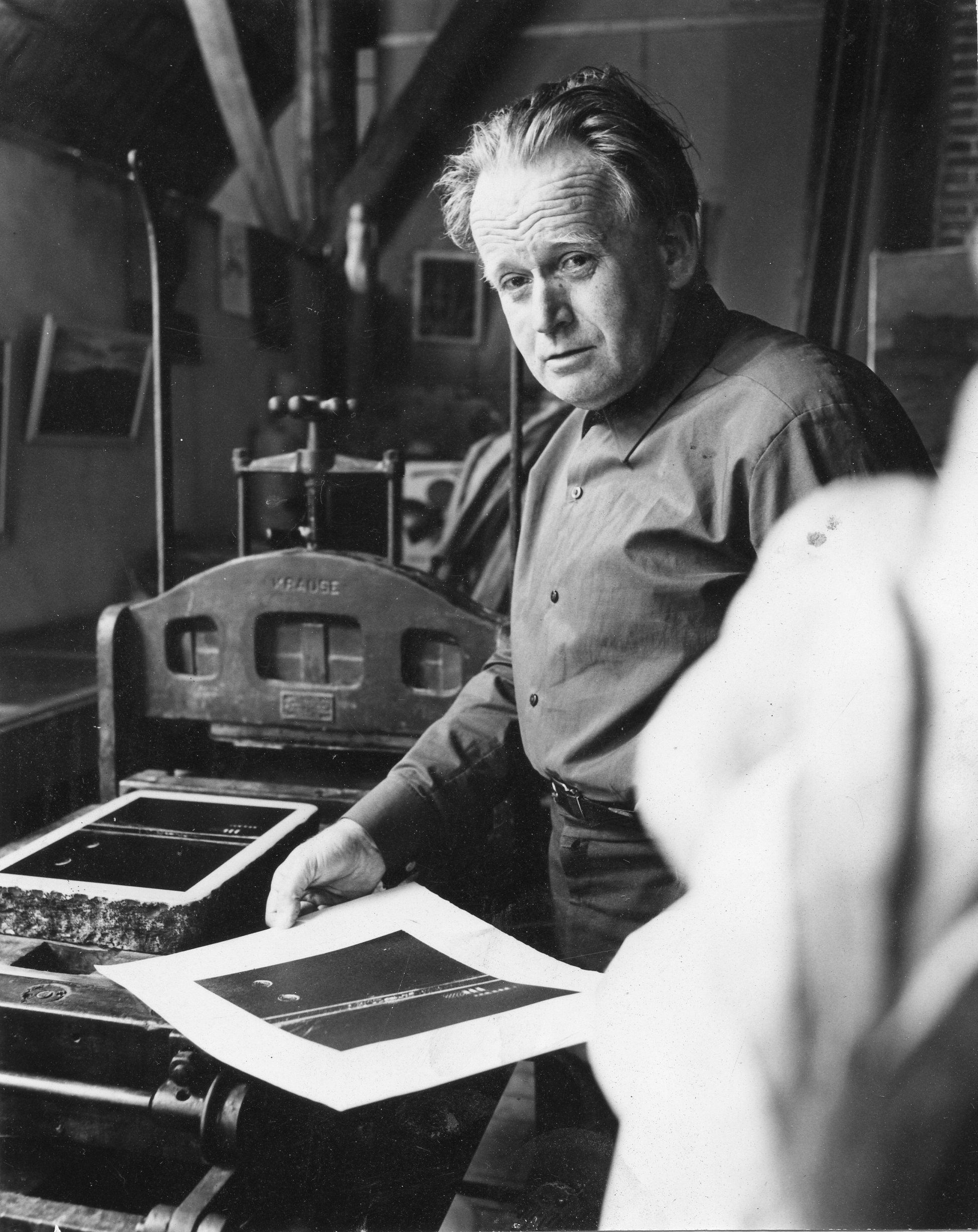
Jan Deodatus in zijn atelier in Hoorn, Terschelling

### Terschelling
In 1946 vertrok hij naar Terschelling waar hij op verschillende plaatsen woonde. In het voorjaar van 1953 betrok hij met zijn gezin aan de Kooiweg in Hoorn een oude boerderij waar vroeger de kooiker huisde en waar hij de rest van zijn leven zou blijven wonen tot zijn overlijden op 30 november 1986.
In zijn werkt is zichtbaar dat Terschelling een belangrijke inspiratiebron voor hem was. Zijn betrokkenheid bij het eiland en zijn inwoners heeft geresulteerd in bijdragen aan het culturele leven, die nog te vinden zijn in onder andere diverse kunstwerken in openbare gebouwen en in publicaties over het eiland van Stichting Ons Schellingerland en de Cultuurhistorische vereniging van Terschelling.

### Kunstenaar
In de jaren 50 maakte hij contépotlood-tekeningen naar bloem-plant- en takmotieven. Daarna maakte hij steeds vaker houtsneden. Zijn belangstelling voor toneel en dans werd gewekt, hij maakt daarvan schetsen vanuit de coulissen. Uit die tijd stammen zijn eigen decor-experimenten. Vervolgens komt er een periode waarin er meer portretten worden gemaakt van volwassenen en kinderen. Vanaf de jaren 60 experimenteerde hij steeds meer met de vormgeving, en soms werden de voorstellingen ook fantastischer, zoals in de serie pentekeningen, die hij Visioenen noemde. De afbeeldingen laten iets zien over hoe hij de wereld innerlijk kon ervaren als een plek waarin steeds minder plek leek te zijn voor individualiteit en schoonheid.
Hij reisde regelmatig naar het vasteland om voeling te houden met het hoofdstedelijk en landelijk kunstleven, en om mee te doen aan vele exposities in binnen-en buitenland waar hij de op het eiland gemaakte werken verkocht. Vanaf 1941 werd zijn werk regelmatig tentoongesteld in binnen-en buitenland. Het werk werd opgenomen in verschillende verzamelingen van musea, waaronder musea in Amsterdam, Assen, Enkhuizen, Utrecht, Amstelveen en het Museum Belvédère te Heerenveen. Op het eiland kreeg hij commerciële opdrachten om bijvoorbeeld folders te ontwerpen en van illustraties te voorzien. Een deel van de door hem nagelaten kust is ondergebracht bij de Stichting Nobilis. Het Museum 't Behouden Huys heeft ook een selectie van zijn werk.

### Docent
Vanaf 1953 werkte hij twee en een halve dag als docent aan de Industrie-Huishoudschool in Harlingen. Van 1969 tot 1973 was hij ook verbonden als tekenleraar bij de Kustvaartschool in Harlingen en hij gaf eveneens tekenles aan de huishoudschool en landbouwschool op Terschelling. In 1959 werd hij gevraagd als docent Grafische vakken aan de Vredeman de Vries Kunstacademie te Leeuwarden waar hij 's avonds les ging geven, aanvankelijk tekenles en later grafische technieken. Hij heeft hier tot zijn pensioen in 1979 lesgeven.

### Nevenactiviteiten
Daarnaast was hij betrokken bij de opzet van de Beeldende Kunstenaars Regeling (BKR) in Friesland en was hij een van de oprichters en bestuurders van Stichting Ons Schellingerland en actief in de Cultuurhistorische vereniging van Terschelling. Hij speelde een rol bij de samenstelling en illustratie van een aantal boeken over verschillende culturele aspecten van Terschelling uitgegeven door deze organisaties. In 1979 ontving hij van de gemeente Terschelling de Lutineprijs voor een cultuurhistorische studie over stoeppalen. In 1966 illustreerde hij samen met zeefotograaf Cees van der Meulen een boek dat door de gemeente Terschelling aan Prinses Margriet werd geschonken ter gelegenheid van de opening van de uitbreiding van de zeevaartschool op Terschelling.
Hij was lid van onder andere de Vereniging van Houtsnijders / Xylon International, de Nederlandse Kring van Grafici en Tekenaars, de Vereeniging tot Bevordering der Grafische Kunst, het Centraal Orgaan Scheppend Ambacht (COSA), de Stichting Beeldrecht, de Friese Kunstkring, De Drentse Schilders en de Boun fan Fryske Kunstner.